# Rafael Bittencourt

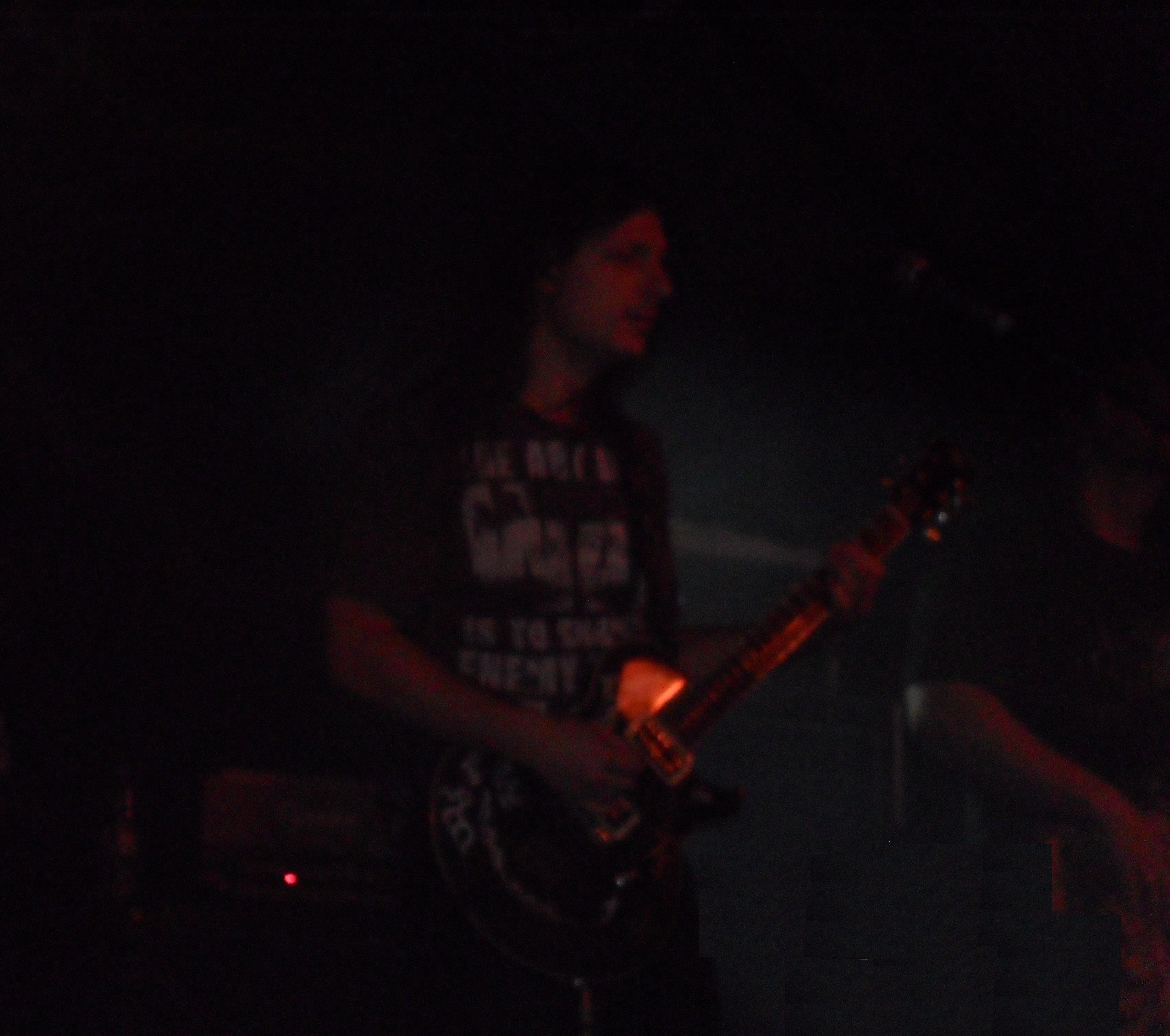
Rafael Bittencourt

Rafael Bittencourt (nascut el 22 d'octubre de 1971) és un guitarrista brasiler de la banda de metal progressiu Angra.

## Biografia
Amb una formació bastant eclèctica, va estudiar amb els millors mestres de la guitarra dins i fora de Brasil, entre ells: Mozart Mello, el més famós professor de guitarra brasilera. Als Estats Units, va tocar en una gran banda en la qual obtingué el Premi Louis Armstrong com el millor solista en 1988, a més tocà la tuba en dues orquestres.
Participà en nombrosos cors i participà en diverses activitats de la dramatúrgia. En 1996, es graduà de Compositor i Regent en la Facultat d'Arts de Santa Marcelina, a Sao Paulo. Envoltat d'ambient acadèmic, creà una banda de heavy metal barrejant les seues arrels de material llatí erudit, escriví peces i recollí idees per al projecte que més tard seria el grup d'Angra.
Administrà per tres anys el curs de l'Estructuració de l'idioma i de la Música en l'Escola de Música i Tecnologia Avançada i tècnica de guitarra en el Conservatori Souza Llima. Fou triat pel lloc web europeu 21stCenturyMetal el millor guitarrista de l'any 2002, promogut per vots en revistes especialitzades, el seu nom està sempre present entre els millors guitarristes i compositors del gènere. Fou columnista de les revistes Cover Guitar i Guitar Class i col·laborador de Guitar Player.
Avui, a més de les seues activitats amb Angra, és productor musical.

## Discografia
- Reaching Horizons (Demo Tape, 1992)
- Angels Cry (àlbum, 1993)
- Evil Warning (senzill, 1994)
- Holy Land (àlbum, 1996)
- Make Belive (I, II, III, IV) (senzill, 1996)
- Freedom Call (EP, 1996)
- Holy Live (EP en viu, 1997)
- Lisbon (senzill, 1998)
- Fireworks (àlbum, 1998)
- Rainy Nights (senzill, 1998)
- Acid Rain (senzill, 2001)
- Rebirth (àlbum, 2001)[4]
- Rebirth World Tour - Live In São Paulo (en viu, 2001)
- Hunters And Prey (EP, 2002)
- Temple Of Shadows (àlbum, 2004)
- Wishing Well (senzill, 2004)
- The Course Of Nature (senzill, 2006)
- Aurora Consurgens (àlbum, 2006)